# Dyschoriste dalyi
Dyschoriste dalyi är en akantusväxtart som beskrevs av A.G. Miller. Dyschoriste dalyi ingår i släktet Dyschoriste och familjen akantusväxter. Inga underarter finns listade i Catalogue of Life.